# Pinedas
Pinedas ist eine westspanische Gemeinde im Süden der Provinz Salamanca und gehört der autonomen Region Kastilien-León an. 2024 hatte die Gemeinde 94 Einwohner. Die Einwohner nennen sich selbst „Pinedanos“.

## Geographie
Die Gemeinde liegt 2 km vom Río Alagón entfernt, in der Nähe der Sierra de Francia und des gut sichtbaren Berges Pena de Francia. Benachbarte Gemeinden sind Colmenar (10 km entfernt), Stotoserrano (12 km entfernt) und Molinillo. In 30 km Entfernung liegt das Skigebiet La Covatilla und auch die alte Handelsstadt Béjar. Die Universitätsstadt Salamanca ist 90 km entfernt. Die natürliche Landschaft dieser Region ist eine ihrer größten Attraktionen, die üppige Vegetation und der Reichtum ihrer abwechslungsreichen Blumenwelt. Die Örtlichkeit verfügt über reiche Wasservorkommen.

## Kultur und Sehenswürdigkeiten
- 1600 wurde die Kirche Iglesia Parroquial zum Dank der örtlichen Heiligen Nuestra Señora de las Nieves erbaut. Sie hat einen Glockenturm mit zwei alten Kirchenglocken.
- In der Kirche ist die Schutzheilige Ntr. Sra. de las Nieves parroquia de Pinedas und die am 5. Dezember 2009 eingeweihte Schutzheilige der Schwangeren zu sehen.
- Am Dorfhauptplatz entspringt einer von den vier Trinkbrunnen des Dorfes, die ganzjährig Trinkwasser führen. Teilweise wird auch heute noch in den angrenzenden Becken Wäsche gewaschen.
- Die Calle Larga (Lange Straße) ist die längste Straße der Gemeinde und führt vom Dorfplatz weg in Richtung Sotoserano.
- Das Rathaus besitzt eine sehenswerte Uhr, bei der die Ziffer 12 auf der 3 liegt. Nach Angaben der Bewohner sei sie seit einem Blitzeinschlag nicht mehr funktionsfähig.
- Im Dorf befindet sich zum Übernachten eine Casa Rural.
- In der Kirche wurde das sehenswerte Retablo neu erstellt.

### Regelmäßige Veranstaltungen
Jährlich findet am 4. und 5. August ein Fest zum Dank der Heiligen Schutzpatronin Nuestra Señora de las Nieves statt. Dabei führt eine Prozession durch das Dorf, bei der traditionelle Folkloretänze aufgeführt werden. Das Fest wird durch die Anwohner selbständig auf eine Woche ausgedehnt, wobei abends bis zum Morgengrauen zu zeitgenössischer Musik getanzt und gefeiert wird.
Außerdem feiert das Dorf am 13. Juni ein Fest zu Ehren des Heiligen San Antonio de Padua.

## Wirtschaft und Infrastruktur
Die Pinedanos leben ausschließlich von der Landwirtschaft. Es werden hauptsächlich Weintrauben und Pflaumen angebaut und exportiert, wobei die ganze Dorfgemeinschaft (Cooperativa) und Verwandtschaft mitarbeitet.
Die etwa fünf Kilometer lange einspurige Zufahrtsstraße „Antigua Carretera CV 209“ wurde im Jahr 2016 neu asphaltiert und mit neuen Fahrbahnmarkierungen versehen. 
Eine nicht offizielle, gut asphaltierte Bauernstraße führt zu den Orten Lagunilla und Sotoserrano. Die Straße führt zum Rio Alagon, welcher später mit dem Rio Frio zusammenführt.